# Spektakl

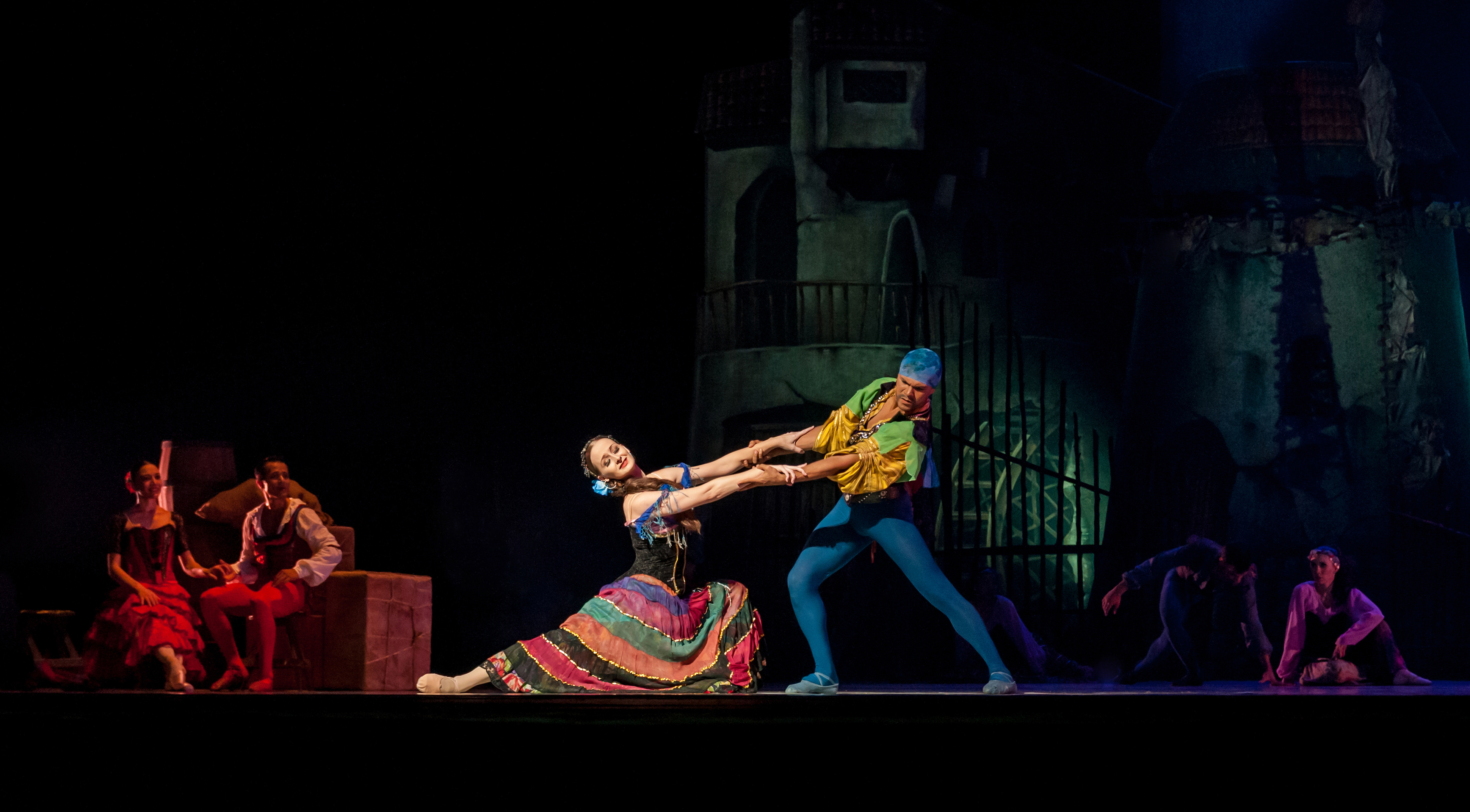
Widowisko Don Kichot w Teresa Carreño Cultural Complex (2013)

Spektakl lub widowisko teatralne (fr. spectacle, łac. spectaculum) – utwór dramatyczny lub inne dzieło sztuki teatralnej odegrane przez aktorów przed zgromadzoną w tym celu publicznością. Widowisko teatralne stanowi efekt połączenia różnych sztuk – literatury (w wypadku przedstawienia dramatu), sztuki aktorskiej, muzyki (zwłaszcza w przedstawieniach muzycznych, jak opera lub operetka), choreografii (zwłaszcza w przypadku widowisk baletowych). Koordynatorem i właściwym twórcą widowiska teatralnego jest przeważnie reżyser.
Widowisko teatralne jest złożonym systemem znaków. Do jego najważniejszych elementów znaczących należą:
- gra aktorska realizowana głosowo
- aktorska ekspresja motoryczna
  - aktorska ekspresja mimiczna
  - gestyka – ruch aktora na scenie
- właściwości wyglądu aktora: jego typ urody, charakteryzacja, kostium lub maska
- właściwości przestrzeni scenicznej
  - dekoracja
  - oświetlenie
  - rekwizyty teatralne
- efekty akustyczne i muzyka